# Mansbloed
Mansbloed (Hypericum androsaemum) is een houtige plant uit de hertshooifamilie (Hypericaceae).  In Vlaanderen en Nederland komt de kleine struik in de natuur alleen adventief als tuinvlieder voor. Hij wordt vanwege de opvallende bloemen en bessen aangeplant in tuinen en plantsoenen.

## Naam
De naam Hypericum komt van het Griekse hypo en erica (onder of tussen heide). Sommigen zeggen echter dat Hypericum verwijst naar de god Hyperion, vader van de zon in de Griekse mythologie, omdat de bloemen (net als de zon) heldergeel zijn. Androsaemum is een verlatijnste plantennaam en betekent mans bloed ("andros" = "van de man" en "haema" = "bloed"). Hier dankt de soort ook haar Nederlandse naam aan. In Frankrijk wordt de plant toute saine, alles gezond, genoemd vanwege de vermeende medicinale eigenschappen van de bladeren. In het Engels is de Franse naam verbasterd tot Tutsan.

## Beschrijving
Mansbloed wordt maximaal een meter hoog. De niet woekerende heester groeit met een stevige wortelstok van waaruit de takken om hoog groeien. De in verhouding grote bladeren staan paarsgewijs en omvatten de bruinrode stengel. Ze zijn ovaal tot lancetvormig van vorm, donkergroen van boven en aan de onderkant lichtgrijs. Bij wrijven geven ze een harsachtige kleur af. In het najaar krijgen de bladeren een rode zweem. In de periode juni tot en met augustus verschijnen de relatief grote bloemen die opvallen door hun heldergele kleur en de grote meeldraden. Vervolgens verschijnen de bessen die eerst rood van kleur zijn en later verkleuren naar zwart.

## Ecologie
Mansbloed staat op zonnige tot licht beschaduwde, vochthoudende tot vochtige, voedselrijke, iets zure tot op kalkhoudende zand- en kleigrond en is droogteresistent. De struikvormige plant met kantige stengels groeit aan waterkanten en op kwelplekken, op heuvels, in loofbossen en bosranden. De soort is inheems in Zuidwest-Azië, Noord-Afrika en West-Europa en wordt veelvuldig gebruikt als tuinplant.

## Afbeeldingen

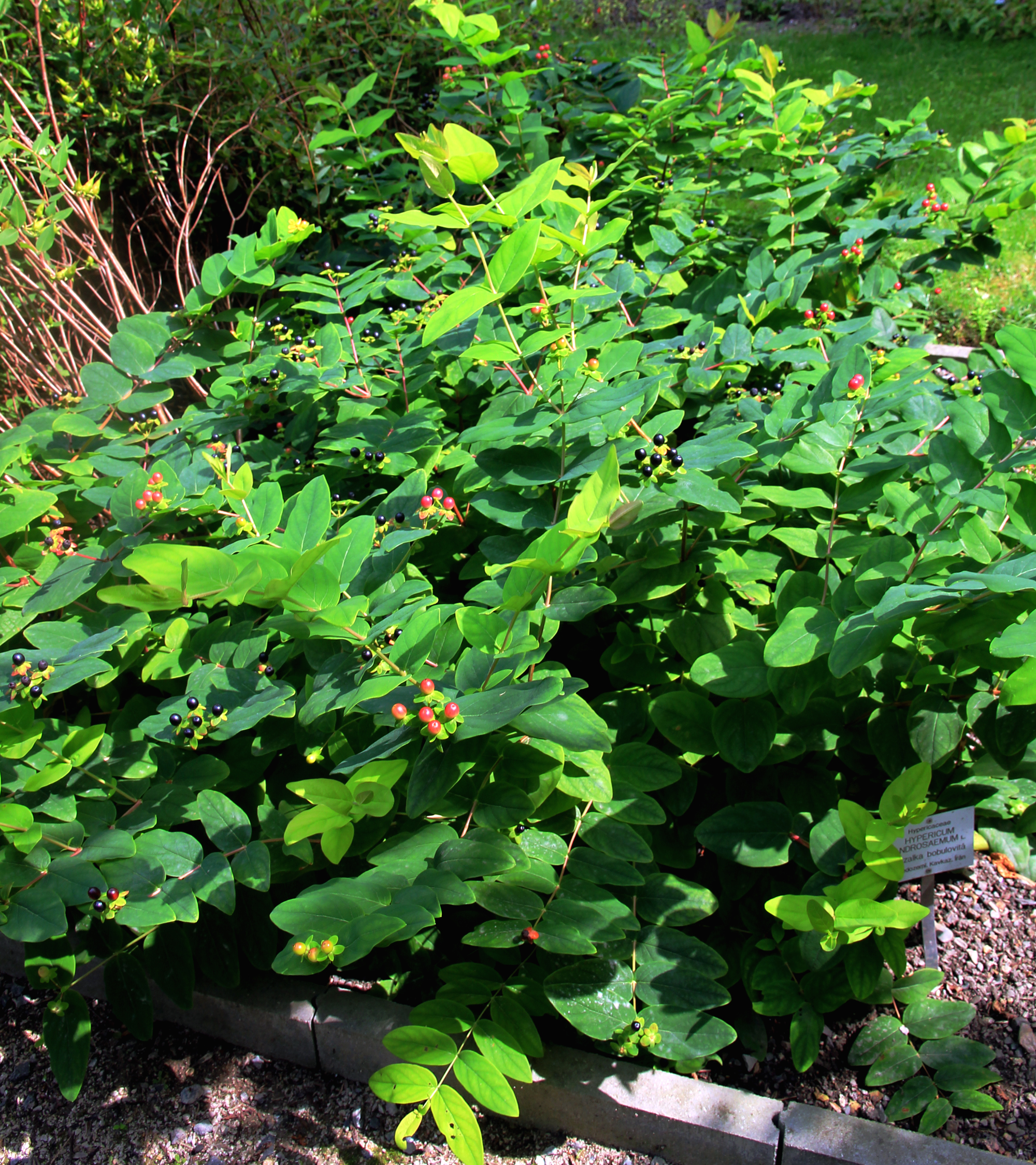
Plant
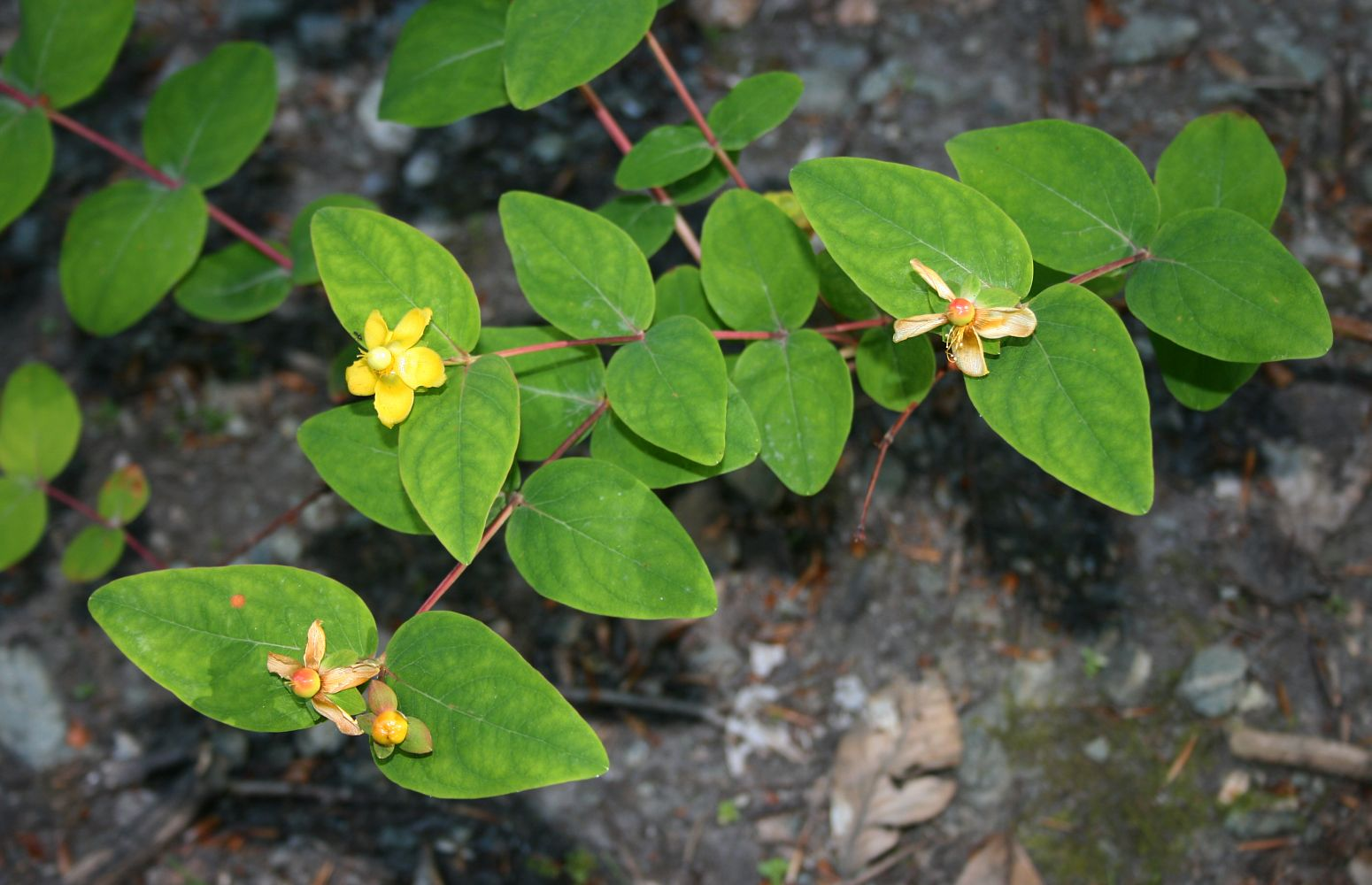
Bloei
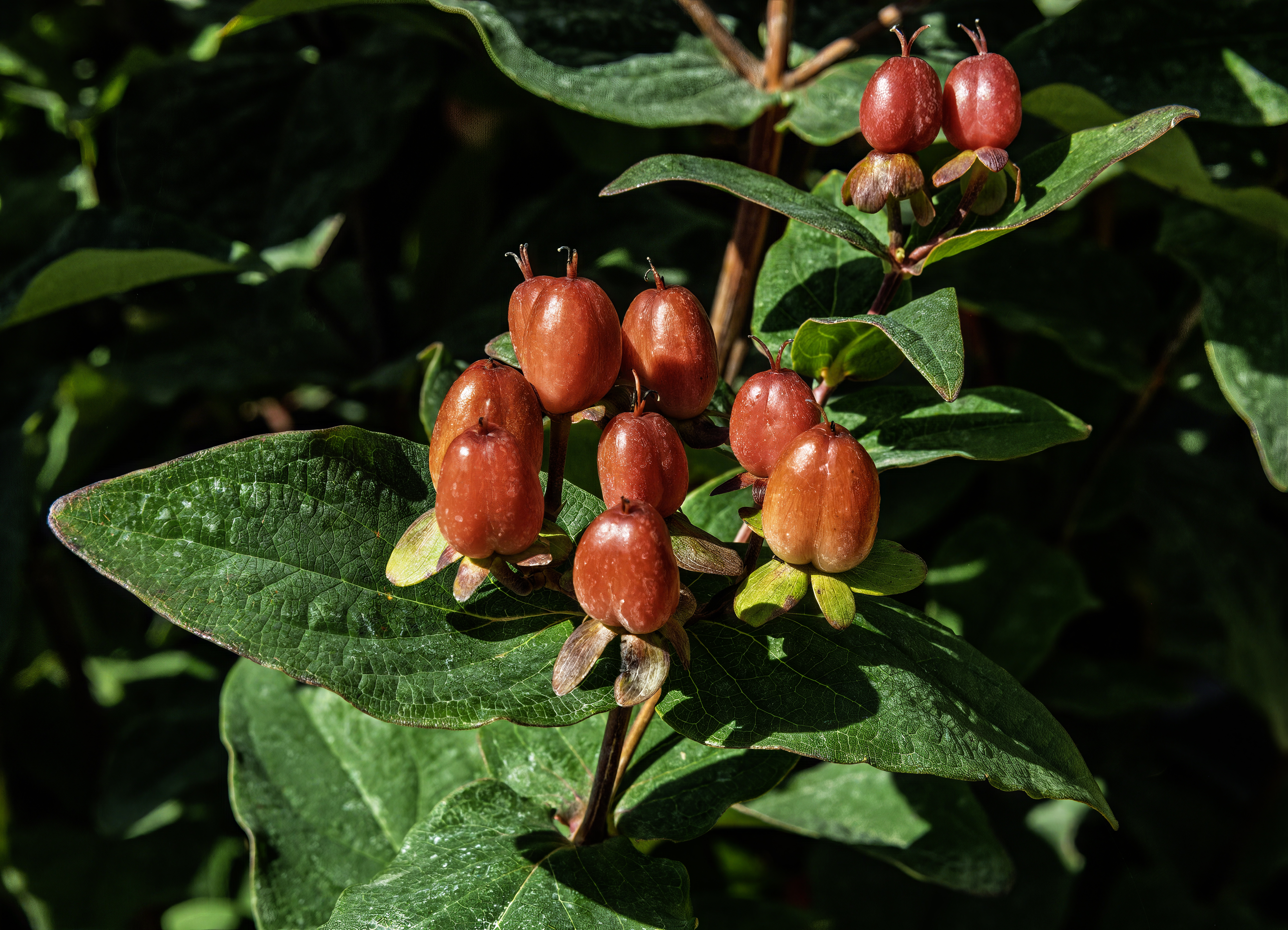
Bessen
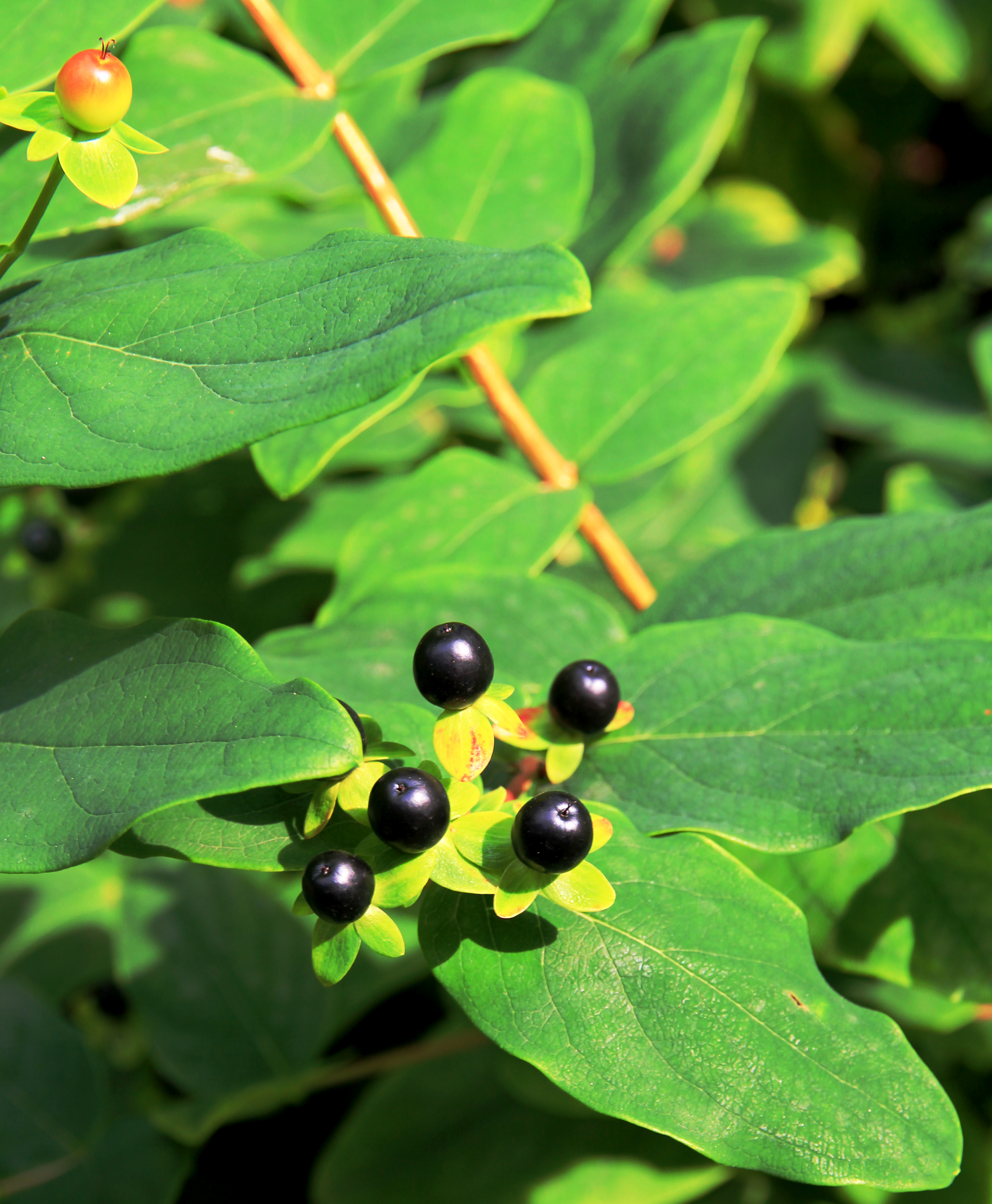
Bessen rijp

## Varianten
In tuinen worden onder andere de volgende varianten toegepast:
- Hypericum androsaemum 'Albury Purple'
- Hypericum androsaemum ‘Cornflakes’

... ·
H. androsaemum  (Mansbloed) · 
H. canadense (Canadees hertshooi) · 
H. elodes (Moerashertshooi) · 
H. hirsutum (Ruig hertshooi) · 
H. humifusum (Liggend hertshooi) · 
H. linariifolium (Lijnbladig hertshooi) · 
H. maculatum · 
H. maculatum subsp. maculatum (Gevlekt hertshooi) · 
H. maculatum subsp. obtusiusculum (Kantig hertshooi) · 
H. montanum (Berghertshooi) · 
H. olympicum · 
H. perforatum (Sint-janskruid) · 
H. pulchrum (Fraai hertshooi) · 
H. tetrapterum (Gevleugeld hertshooi) · 
...